# Anders Carlsson (ishockeyspelare)
Anders "Masken" Carlsson, född 25 november 1960 i Gävle, är en svensk före detta professionell ishockeyspelare som har spelat i både Elitserien och NHL.

## Spelarkarriär
Anders Carlsson har Gävle GIK som moderklubb, men bytte klubb till Brynäs IF som blev den klubb där han hockeyfostrades. Han debuterade i klubbens A-lag under 1978/79. Andra elitserieklubbar som Carlsson spelade i under sin karriär var Södertälje SK, Västerås IK och Leksands IF. Dessutom spelade han några säsonger i New Jersey Devils i NHL.
Carlsson är den enda spelaren som har spelat elitseriehockey under både 1970-talet, 80-talet, 90-talet och 2000-talet. Han har två SM-guld med Brynäs IF (1980, 1993) och ett med Södertälje SK (1985). Under spelarkarriären gjorde han totalt 196 mål och 330 assist på 653 matcher i Elitserien. Dessutom spelade han 104 NHL-matcher för New Jersey Devils.
I landslaget spelade Carlsson 129 A-landskamper och har två VM-guld (1987, 1991). Vid VM i Moskva 1986 svarade han för en hjälteinsats i Sveriges match mot Finland, där han med 2 mål på 9 sekunder i slutskedet hämtade upp 2–4 till 4–4, ett resultat som slutligen gav Sverige en silvermedalj. Kvitteringspucken satte han i krysset bakom den finske målvakten Hannu Kamppuri.

## Klubbar
- Brynäs IF (Elitserien), 1978/79–1983/84, 1989/90–1990/91, 1992/93–1993/94 [1]
- Södertälje SK (Elitserien), 1984/85–1985/86 [1]
- New Jersey Devils (NHL), 1986/87–1988/89 [1]
- Maine Mariners (AHL), 1986/87–1988/89 [1]
- Team Boro (Division I), 1991/92 [1]
- Västerås IK (Elitserien), 1994/95 [1]
- Leksands IF (Elitserien), 1995/96–2000/01 [1]

Carlsson var lagkapten i Brynäs IF under säsongerna 1992/93 och 1993/94 och i Leksands IF 1999/00.

## Efter spelarkarriären
Anders Carlsson har efter den aktiva karriären arbetat som sportchef i Leksands IF, vilken var den klubb han spelade för från 1995 och fram tills att han avslutade sin aktiva karriär 2001. Efter att Leksands IF degraderats från Elitserien efter säsongen 2005/06 valde Carlsson att avgå som sportchef. Även VD:n Jonas Bergqvist lämnade klubben. Carlsson har även under många säsonger arbetat som talangscout för NHL-klubben Colorado Avalanche. Sedan säsongen 2013/14 jobbar Carlsson som general manager för Rögle BK.
Anders Carlsson har dessutom medverkat i Aftonbladets program "Power Play", som handlar om ishockey.

## Meriter
- VM-guld: 1987, 1991 [1]
- VM-silver: 1986, 1990, 1997 [1]
- SM-guld: 1980, 1985, 1993 [1]

- Tilldelades en kopia av Svenska Dagbladets guldmedalj 1987.[3]